# Jiří Třanovský

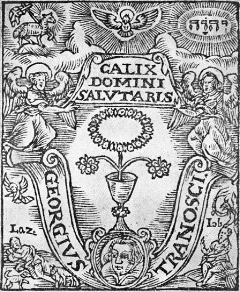
Jiří Třanovskýs Exlibris

Jiří Třanovský (slowakisch Juraj Tranovský, latinisiert Georgius Tranoscius; * 27. März 1592 in Teschen; † 29. Mai 1637 in Liptau-Sankt-Nikolaus (slow. Liptovský Mikuláš), Königreich Ungarn) war ein tschechischer lutherischer Prediger, Hymnendichter und Komponist.

## Leben
Er war der Sohn von Valentin Třanovský von Třanovice aus Třanovice und dessen Frau Hedvika Zentkovská aus Smilovice. Sein Urgroßvater Adam diente Georg als Vorbild, er war ein tüchtiger Hauswirt, der es bis zum Richter und somit Vertreter des Herzogtums Teschen brachte. Er wurde 103 Jahre alt und war ein tiefgläubiger überzeugter Anhänger der Reformationsideen. Georg Třanovský besuchte ab 1603 Schulen in Guben und Kolberg. 1607 begann er an der Universität Wittenberg ein Studium der Philosophie und Theologie. Er immatrikulierte sich unter den Namen „Georgius Tranosci Teschiniensis Silesius“. (In späterer Zeit war ‚Georgius Tranoscius‘ auch der Name, unter welchem er in der Welt bekannt wurde.) In Wittenberg hörte er noch Vorlesungen Martin Luthers, der auf der damaligen ‚Leucorea‘ die Bibelprofessur innehatte. Der Reformator wirkte als Vorbild für die ersten schöpferisch-dichterischen Versuche des jungen Tranoscius.

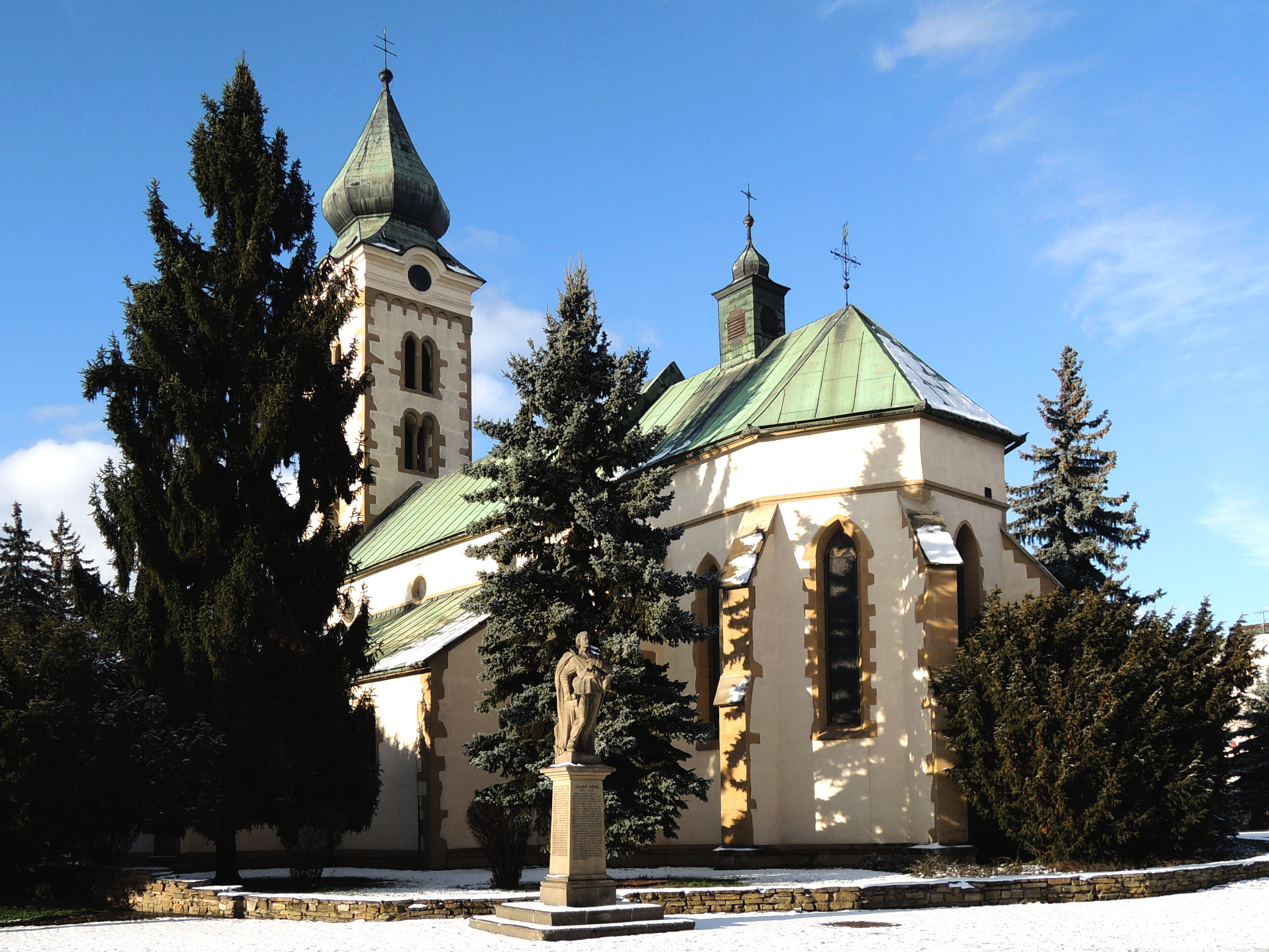
Die Nikolauskirche in Liptau-Sankt-Nikolaus (Zustand 2014). Sie war die Wirkungsstätte von Georg Tranoscius. In der Krypta dieser Kirche wurde er auch bestattet.

Nach Beendigung des Studiums in Wittenberg kehrte Tranoscius in seine Heimat Teschen zurück. Plötzlich wurde hier die Situation für die Protestanten prekär, da Herzog Adam Wenzel von Teschen um das Jahr 1610 unerwartet zum Katholizismus konvertierte. Deshalb ging Tranoscius nach Prag. Hier wirkte er als Lehrer ab 1611 u. a. an der Lateinschule St. Niklas auf der Prager Kleinseite, danach wurde er 1615 zum Pfarrer in Wallachisch Meseritsch (tsch.Valašské Meziříčí) berufen. Nach einem kaiserlichen Dekret des Kaisers Ferdinand II. aus dem Jahre 1624 mussten alle evangelischen Geistlichen Böhmen verlassen. Tranoscius wurde verhaftet. Nach einigen Monaten Haft konnte er Wallachisch Meseritsch verlassen. Er ging nach Bielitz in der Woiwodschaft Schlesien, wo er 1626 zum lutherischen Prediger der dortigen Gemeinde berufen wurde. Sein Fürsprecher war der Baron János Szunyogh de Jeszenicze et Budatin, der gemeinsam mit seiner Frau Anna den lutherischen Glauben förderte. Aufgrund der aggressiven Gegenreformation war Tranoscius gezwungen, auch Bielitz zu verlassen, er siedelte gemeinsam mit der Adelsfamilie Sennegh (ung. Szunyogh) in das (damalige) Königreich Ungarn um. Seine neue Wirkungsstätte wurde die Arwaburg sowie die unterhalb der Burg liegende Ortschaft. Seine Persönlichkeit sowie seine literarische Tätigkeit zogen die Aufmerksamkeit der Liptau-Sankt-Nikolaus'schen Kirchenpatrone auf sich. Und so übernahm er das evangelische Kirchenamt in Liptau-Sankt-Nikolaus, wo er bis ans Ende seines Lebens als Seelsorger wirkte. In dieses Amt wurde er am 22. Januar 1632 in Rosenberg installiert. Er wirkte und predigte in der damals evangelischen Kirche Sankt Nikolaus. Tranoscius starb am 29. Mai 1637 nach schwerer Krankheit im Alter von nur 46 Jahren in Liptau-Sankt-Nikolaus. Seine Gesundheit war durch die Folge zahlreicher Kümmernisse und Verfolgungen durch die Gegenreformation ohnehin stark geschwächt. Er wurde am 2. Juni 1637 in der Krypta der Nikolauskirche beigesetzt (die genaue Stelle seines Grabes konnte jedoch nicht identifiziert werden). Die Abschiedsreden hielten die Pfarrer Jan Lochmann (Text aus dem Ersten Buch Samuel) und Melchior Smrtnik (Psalm 75).

### Familie und Nachkommen
Um das Jahr 1614 heiratete Georg Tranoscius in Wallachisch Meseritsch Anna Polany (* 1590, † 1665), die Tochter von Georg von Polansdorf.
Tranoscius hinterließ neben seiner Frau die Töchter Susanna und Rosina sowie drei Söhne: Samuel, David und Thimotheus. (Die genaue Anzahl sowie die Lebensdaten der Kinder von Tranoscius sind von der Forschung und Wissenschaft noch nicht endgültig geklärt.)
Georgs Sohn Samuel Tranoscius (* 15. April 1625 in Wallachisch Meseritsch, † 1684 in Liptau-Sankt-Nikolaus) studierte, wie sein Vater, Theologie in Wittenberg und wurde anfangs Diakon und danach Pastor in der evangelischen Kirchengemeinde von Liptau-Sankt-Nikolaus. Er wurde dort am 20. Januar 1665 zum Pfarrer ordiniert. Seine pastorale Tätigkeit fiel in die Zeit des Höhepunktes der Gegenreformation in Ungarn. Als evangelischer Pastor wurde er vor das vom Kaiser Leopold I. eingerichtete „Sondergericht“ gestellt, das unter dem Vorsitz des Erzbischofs von Gran, György Szelepcsényi, stand. Das Gericht verurteilte ihm zum Verlust seines Vermögens. Er sah sich gezwungen, den vorgegebenen Revers zur Aufgabe seiner Pfarrtätigkeit zu unterschreiben, da er keine finanziellen Mittel zur Auswanderung aufbringen konnte. Als der überzeugte Lutheraner Emmerich Thököly mit seinen Kuruzen Anfang der 1680er Jahre im Kampf gegen Habsburg bedeutende Erfolge erzielen konnte, erhielt auch Samuel Tranoscius seine Pfarrstelle in Liptau-Sankt-Nikolaus zurück. Im letzten Abschnitt seines Lebens wurde er zum Senior der Gemeinde gewählt.
Samuels Sohn Jan Tranoscius (* um 1650, † 1678) konvertierte, vermutlich unter Einfluss der Jesuiten (genaue Gründe konnten nicht verifiziert werden), zum Katholizismus und wurde katholischer Priester. Er wurde in Unterkubin, wo er seinen Dienst als Priester versah, von protestantischen Kuruzen ermordet und sein Leichnam wurde im Fluss Arwa versenkt.

## Werke (Auswahl)

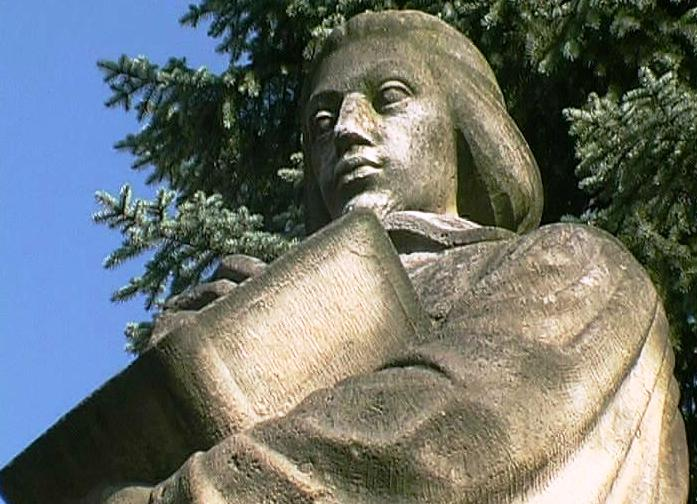
Denkmal von Třanovský in Třanovice

- 1615: Prologus in Apocalipsis divi Iohannis Apostoli aneb Výklad na Zjevení Svatého Jana Apoštola – postila; zachovala sa iba v opisoch [ÜS: – Prologus in Apocalipsis divi Ioannis Apostoli oder Auslegung der Offenbarung des Heiligen Apostels Johannes – Postille; bewahrt nur in Abschriften]
- 1620: Tranoscius übersetzte die Augsburger Konfession (Confessio Augustana) ins Tschechische,
- 1629: veröffentlichte drei Bände mit lateinischen Oden (Odarum Sacrarum sive Hymnorum Libri III, 1629),
- 1635: das tschechische Gebetbuch Phiala odoramentorum (1635)
- 1536:  das tschechische Gesangbuch Cithara Sanctorum. Apocv. Pjſne Duchownj Staré y Nowé Kterychž Cyrkew Kreſtanſká pri Weyročnjch Slawnoſtech a Památkách Jakož y wewſſelikých potrebách ſwých obecnich yobwzlaſtnijch proſpechem mnohým uživá: Knimžto pridaný gsau Pjſne Dr. M. Luthera wſſecky z Nnemecké reči do naſſi Slowanſké Preložené (1636) mit über vierhundert Liedern, von denen er etwa einhundertfünfzig selbst komponiert hatte.

## Gedenken
Der 29. Mai ist im Kalender der Evangelisch-Lutherischen Kirche in Amerika Třanovskýs Gedenktag.
Am Kleinseitner Ring in Prag wurde 1946 eine Gedenktafel für Třanovský angebracht.
Denkmäler gibt es in Třanovice, Teschen sowie Litovský Mikuláš (vor dem Eingang der heutigen evangelischen Kirche).
Am 27. April 1898 wurde, um Georg Tranoscius zu ehren, in Liptau Sankt Nikolaus – der letzten pastoralen Wirkungsstätte von Tranoscius – der slowakische Buchverlag Tranoscius gegründet, der auf christliche evangelische Literatur spezialisiert war.